# Tre Valli Varesine 1967
La Tre Valli Varesine 1967, quarantasettesima edizione della corsa, si svolse il 13 agosto 1967 su un percorso di 280,8 km. La vittoria fu appannaggio dell'italiano Gianni Motta, che completò il percorso in 6h56'20", precedendo i connazionali Giorgio Zancanaro e Tommaso De Prà.
Sul traguardo di Varese 54 ciclisti portarono a termine la competizione.

## Ordine d'arrivo (Top 10)
| Pos. | Corridore         | Squadra           | Tempo    |
| ---- | ----------------- | ----------------- | -------- |
| 1    | Gianni Motta      | Molteni           | 6h56'20" |
| 2    | Giorgio Zancanaro | Max Meyer         | a 19"    |
| 3    | Tommaso De Prà    | Molteni           | a 27"    |
| 4    | Carlo Brunetti    | Germanvox-Wega    | a 29"    |
| 5    | Lino Carletto     | Salamini-Luxor TV | a 30"    |
| 6    | Dino Zandegù      | Salvarani         | a 1'00"  |
| 7    | Adriano Passuello | Molteni           | s.t.     |
| 8    | Franco Bitossi    | Filotex           | s.t.     |
| 9    | Franco Balmamion  | Molteni           | a 1'27"  |
| 10   | Michele Dancelli  | Vittadello        | a 1'54"  |